# ヴェルテゾン
ヴェルテゾン （Vertaizon）は、フランス、オーヴェルニュ＝ローヌ＝アルプ地域圏、ピュイ＝ド＝ドーム県のコミューン。

## 地理
ヴェルテゾンは、古い教会とその城壁に吊り下げられているようなコミューンである。リマニュ地方の平野やポン＝デュ＝シャトーがくっきりと見渡せる。コミューンは、シニャと呼ばれる場所である、小山のふもとに広がっている。

## 交通
県道2089号線がコミューンを横切る。ヴェルテゾン駅はTERオーヴェルニュの路線が停車する。

## 歴史
シニャの市場、メロン市は、フランスで最も古い市の一つである。市は1303年の文書に記載されている。この市は毎年9月、シニャの城に向かい合う場所で開かれていた。

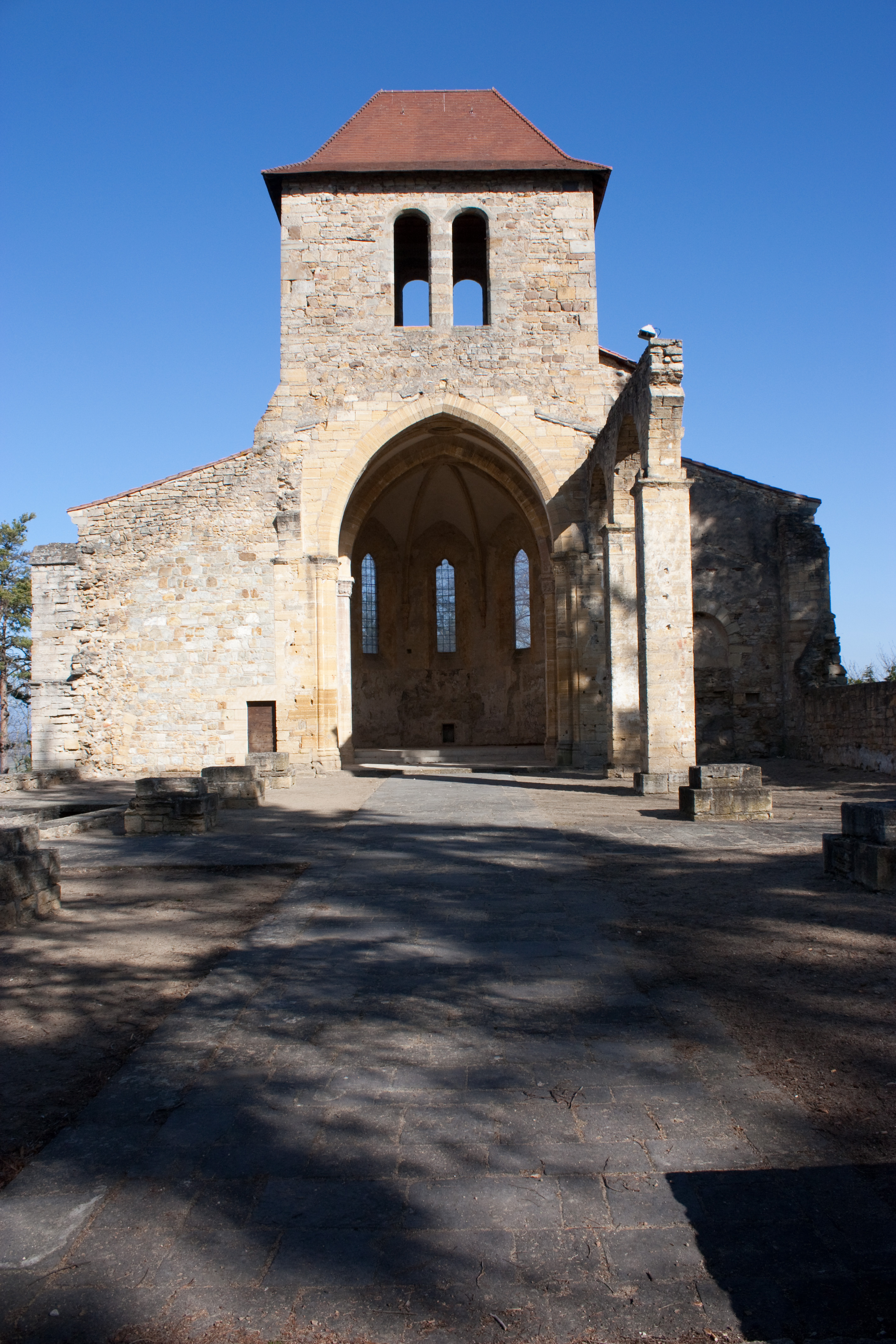
ノートルダム教会の廃墟
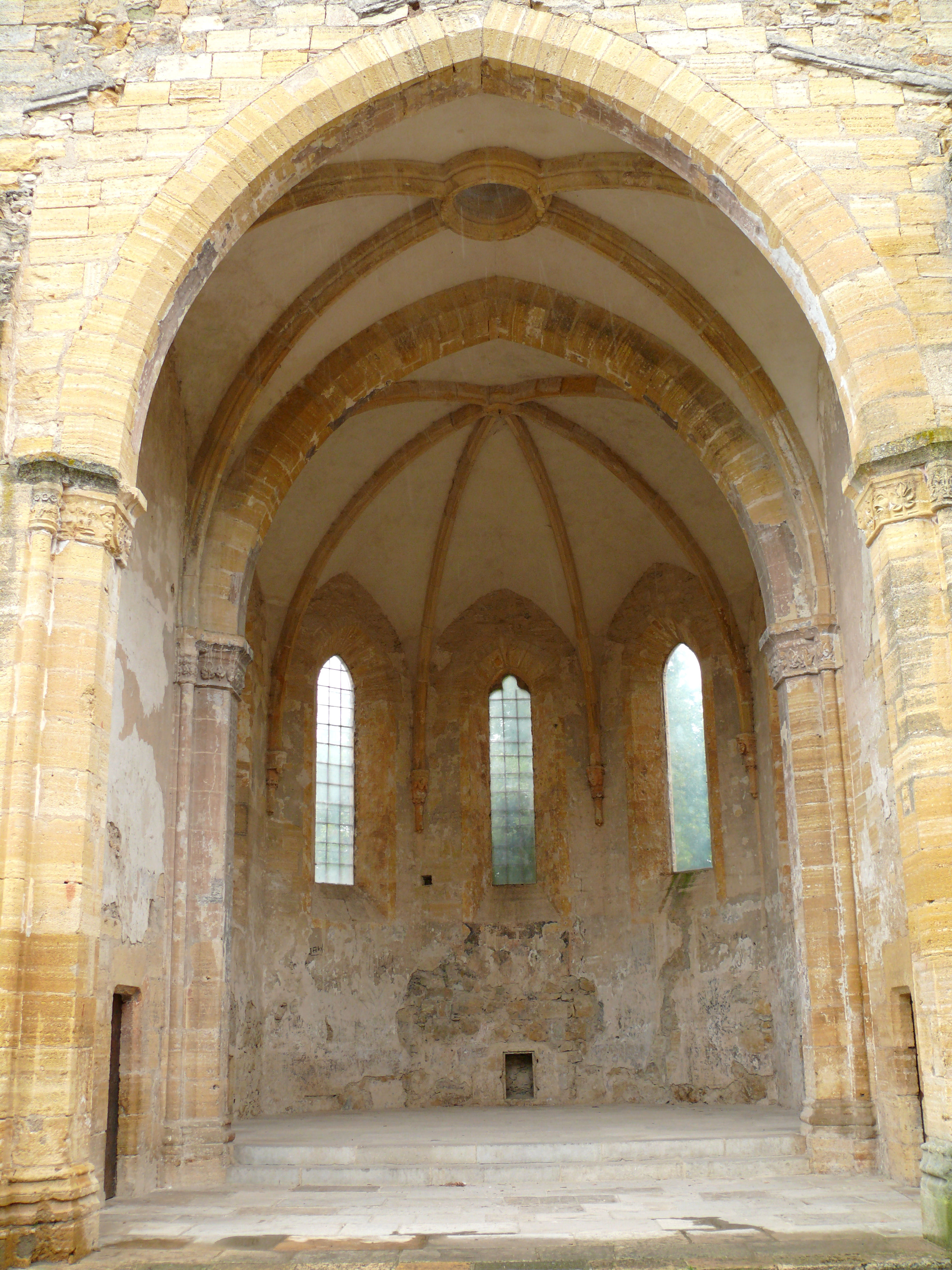
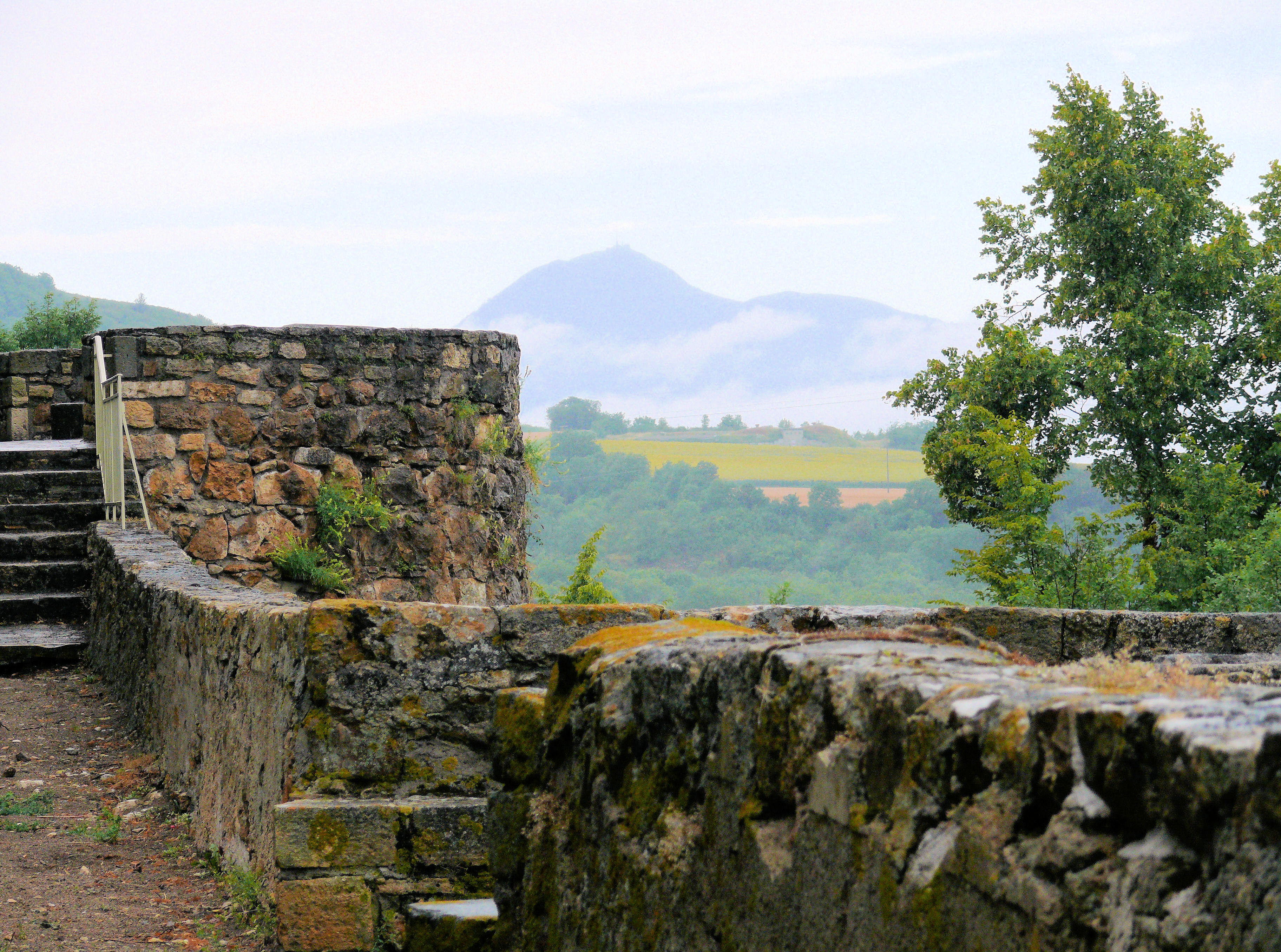
城壁

## 人口統計
| 1962年 | 1968年 | 1975年 | 1982年 | 1990年 | 1999年 | 2006年 | 2012年 |
| ------ | ------ | ------ | ------ | ------ | ------ | ------ | ------ |
| 1701   | 1882   | 1979   | 2033   | 2156   | 2278   | 2794   | 3184   |

source=1999年までLdh/EHESS/Cassini、2004年以降INSEE